# Чос Володимир Григорович
Володи́мир Григо́рович Чо́с (*28 червня 1971, Черкаси — 27 грудня 2020, Городище) — український журналіст, письменник і краєзнавець.

## Біолографія
Багато років працював власкором черкаських обласних газет «Нова Доба», «Прес-Центр», публікувався в парламентській газеті «Голос України» та інших виданнях. Випусковий редактор районної газети «Вісник Городищини», з якою співпрацює з 1986 року.
Є автором низки краєзнавчих, історичних книг, художніх оповідань, гуморесок.
Член Національної спілки журналістів України, Національної спілки краєзнавців України.
Мешкав у м. Городище Черкаської області.
Пішов з життя 27 грудня 2020 року.

## Праці
- Чос В. Г. Реальна власність: Збірка гуморесок. — Черкаси: «Відлуння-плюс», 2000.
- Чос В. Г. Історія Християнства в Україні. — Сміла: «Блискавиця», 2007.
- Чос В. Г. Городище: велика історія маленького міста. — Черкаси: ПП Ю.Чабаненко, 2011.
- Чос В. Г. Городищина козацька. — Черкаси: ПП Ю.Чабаненко, 2011.
- Чос В. Г. Храм Спаса-Преображення м. Городище. — Сміла: Візитка-Плюс, 2012.
- Чос В. Г. Казки для дорослих: Оповідання і нариси. — Корсунь-Шевченківський: Корсунський видавничий дім «Всесвіт», 2013.
- Чос В. Г. Зорі над Вільшанкою: Краєзнавче видання. — Корсунь-Шевченківський: Корсунський видавничий дім «Всесвіт», 2013.
- Чос В. Г. Історія Християнства в Україні. (Видання друге, доповнене). — Корсунь-Шевченківський: Корсунський видавничий дім «Всесвіт», 2013.
- Чос В. Г. Георгій Береговий — космічний син України. — Корсунь-Шевченківський: Корсунський видавничий дім «Всесвіт», 2014.
- Чос В. Г. Мліїв — село козацької слави. — Черкаси: ПП Ю.Чабаненко, 2015.
- Чос В. Г. Мої прекрасні земляки. — Черкаси: ПП Ю.Чабаненко, 2016.
- Чос В. Г. Петропавлівка від минулого до сьогодення. — Черкаси: ПП Ю.Чабаненко, 2016.
- Чос В. Г. Орловець — історія і люди. — Черкаси: ПП Ю.Чабаненко, 2016.
- Чос В. Г. Диво з бантиком. Гумор — Корсунь-Шевченківський: ПП І.Майдаченко, 2017.
- Чос В. Г. Городище — рідне місто. — Черкаси: ПП Ю.Чабаненко, 2017.
- Чос В. Г. Стародавня Черкащина. — Городище: ПП "Редакція газети «Вісник Городищини», 2018.
- Чос В. Г. Самвидав Черкащини. — Корсунь-Шевченківський: Видавець І. В. Майдаченко, 2019.
- Чос В. Г. Невідома Городищина. — Городище: ПП "Редакція газети «Вісник Городищини», 2019.
- Чос В. Г. Братство свічкарів. — Корсунь-Шевченківський: Видавець І. В. Майдаченко, 2019.

## Відзнаки та нагороди
- Лауреат районної премії ім. С. С. Гулака-Артемовського (2003);
- Переможець програми-конкурсу з підтримки регіональної та місцевої журналістики в Україні (2004);
- Почесний громадянин міста Городище (2006);
- Переможець конкурсу з розвитку етнічної толерантності «Ми — одна країна» (2008);
- Нагороджений Почесним знаком Національної спілки журналістів України (2010);
- Нагороджений Орденом «Козацька звитяга» III ст. (відзнака Міжнародної Асоціації «Козацтво») (2011);
- Нагороджений Архієрейською Благословенною Грамотою за активну участь у житті Спасо-Преображенської парафії м. Городище Черкаської області (2012);
- Лауреат премії ім. Павла Чубинського (2014);
- Нагороджений Орденом Покрови Пресвятої Богородиці (відзнака Міжнародної Асоціації «Козацтво») (2015);
- Нагороджений Почесною відзнакою Черкаської облдержадміністрації «Холодний Яр» (2016);
- Нагороджений відзнакою Президента України — ювілейною медаллю «25 років незалежності України» (2016).[5]
- Відзначений обласною персональною стипендією у галузі культури за 2017, 2018, 2019 і 2020 роки.
- Лауреат обласної краєзнавчої премії ім. Михайла Максимовича (2017).
- В серії «Краєзнавець року» Черкаська обласна бібліотека для юнацтва ім. Василя Симоненка випустила бібліографічний довідник «Літописець рідного міста Володимир Чос» (2017).
- Лауреат обласної журналістської премії «Прометей» (2018, 2019).
- Нагороджений Орденом Святого Рівноапостольного князя Володимира Великого III ст (нагорода УПЦ КП) (2018).
- Почесний краєзнавець України (2020).